# Okap (arrondissement)
Okap (franska: Cap-Haïtien) är ett arrondissement i Haiti.   Det ligger i departementet Nord, i den norra delen av landet, 130 km norr om huvudstaden Port-au-Prince. Antalet invånare är 240 708. Arean är 246 kvadratkilometer.
Terrängen i Okap är platt åt nordost, men åt sydväst är den kuperad.